# Trentepohlia lutescens
Trentepohlia lutescens är en tvåvingeart som beskrevs av Edwards 1931. Trentepohlia lutescens ingår i släktet Trentepohlia och familjen småharkrankar. Inga underarter finns listade i Catalogue of Life.